# Rudolf Leitner
Rudolf Leitner (* 12. Juli 1891 in Linz, Österreich-Ungarn; † 28. Februar 1947 im Speziallager Sachsenhausen) war ein österreichisch-ungarischer und deutscher Diplomat.

## Leben
Leitner stammte aus einer katholischen Familie. Er besuchte Schulen in Linz, Szeged, Prag, Genf und Triest. Nachdem er 1909 das Abitur gemacht hatte, studierte er Rechtswissenschaft an der Karl-Ferdinands-Universität. 1910 wurde er im Corps Suevia Prag aktiv. Er bestand die rechtshistorische, die judizielle und am 15. Oktober 1913 die staatswissenschaftliche Staatsprüfung. Am 4. Mai 1914 trat er in den österreichischen Verwaltungsdienst und im April 1916 in den österreichischen Auswärtigen Dienst. Am 6. Februar 1917 bestand er die Konsular-Attachéprüfung an der Konsularakademie Wien. Noch vor Kriegsende wurde er österreichischer Konsul in Dresden.
Am 5. Dezember 1921 in den Auswärtigen Dienst des Deutschen Reiches einberufen, war er in der Abteilung V (Recht) und IIb (Österreichische Nachfolgestaaten) eingesetzt. Am 18. Dezember 1922 bestand er die diplomatisch-konsularische Prüfung. Als Vizekonsul kam er am 24. November 1923 an das Generalkonsulat Chicago. Ab dem 22. April 1927 war er Legationssekretär an der Deutschen Botschaft Washington, D.C. Er wurde am 24. Dezember 1928 zum Gesandtschaftsrat II. Klasse und am 11. Juli 1931 zum Botschaftsrat ernannt. Am 18. Mai 1936 übernahm er im Auswärtigen Amt als Vortragender Legationsrat die Leitung der Referategruppe Nordamerika. Leitner trat zum 1. Juli 1936 der NSDAP bei (Mitgliedsnummer 3.726.557). Am 22. Oktober 1937 zum Gesandten in Pretoria ernannt, übergab er das Beglaubigungsschreiben am 24. November 1937. Auf den Tag nach zwei Jahren kehrte er ins AA zu Karl Ritter zurück.  Am 25. November 1944 wurde er mit 53 Jahren in den einstweiligen Ruhestand versetzt.
Verheiratet war Leitner seit dem 18. Mai 1918 mit Johanna geb. Geißler. Aus der Ehe gingen die Kinder Adelheid (1919), Hubert (1921) und Carlotta (1927) hervor. Carlotta war Ordensschwester der Gesellschaft vom Heiligen Herzen Jesu (Sacré-Cœur). Sie starb 2015 mit 87 Jahren.